# Stazione di Berlino Potsdamer Platz
La stazione di Berlino Potsdamer Platz (in tedesco Berlin Potsdamer Platz) è una stazione ferroviaria di Berlino.

Si trova, in posizione sotterranea, sotto la piazza omonima, al confine fra i quartieri di Mitte e del Tiergarten.

È, geograficamente, una delle stazioni più centrali della città.

## Storia

### La stazione ferroviaria di Potsdamer

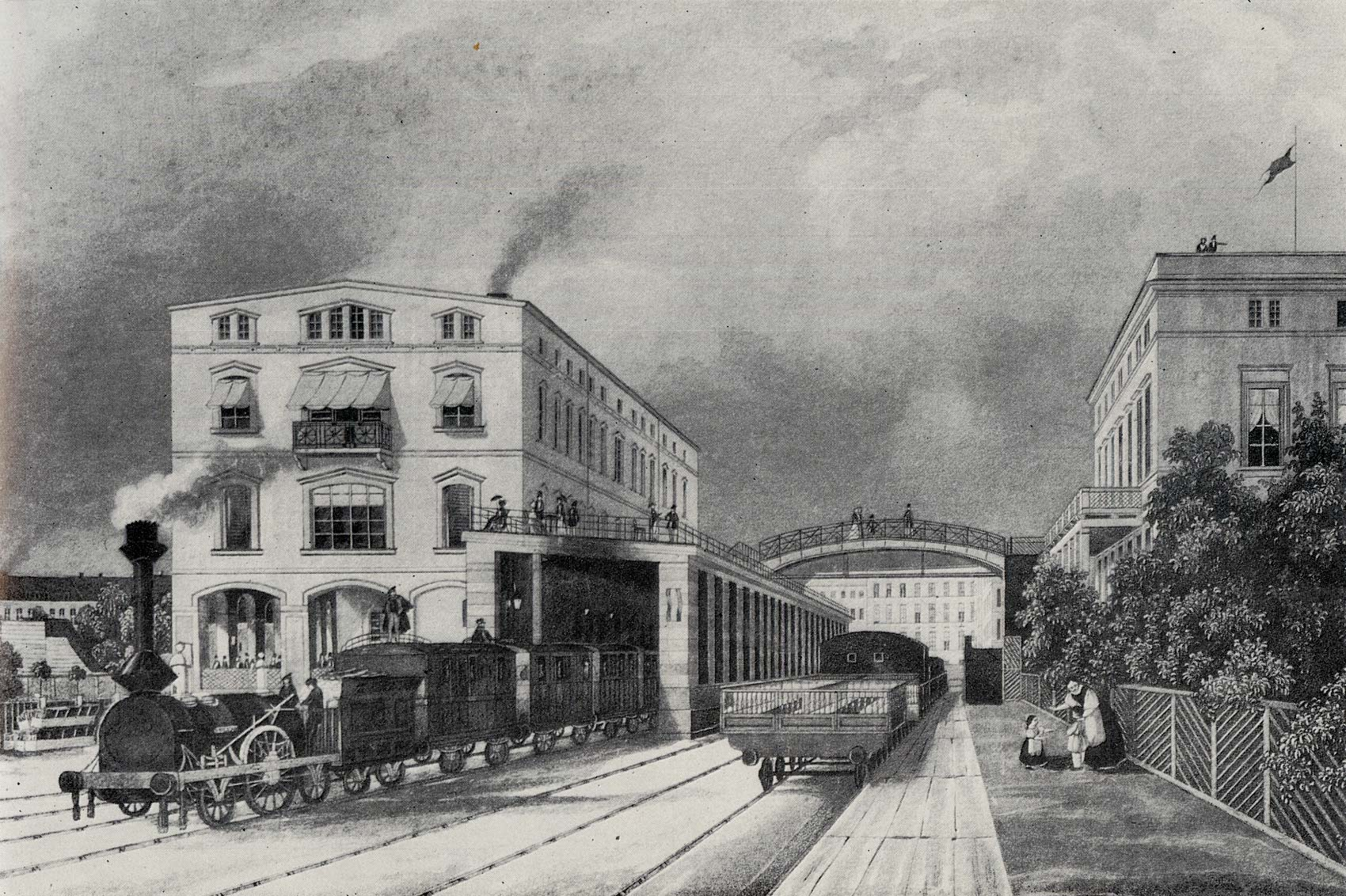
La stazione di Potsdamer nel 1843

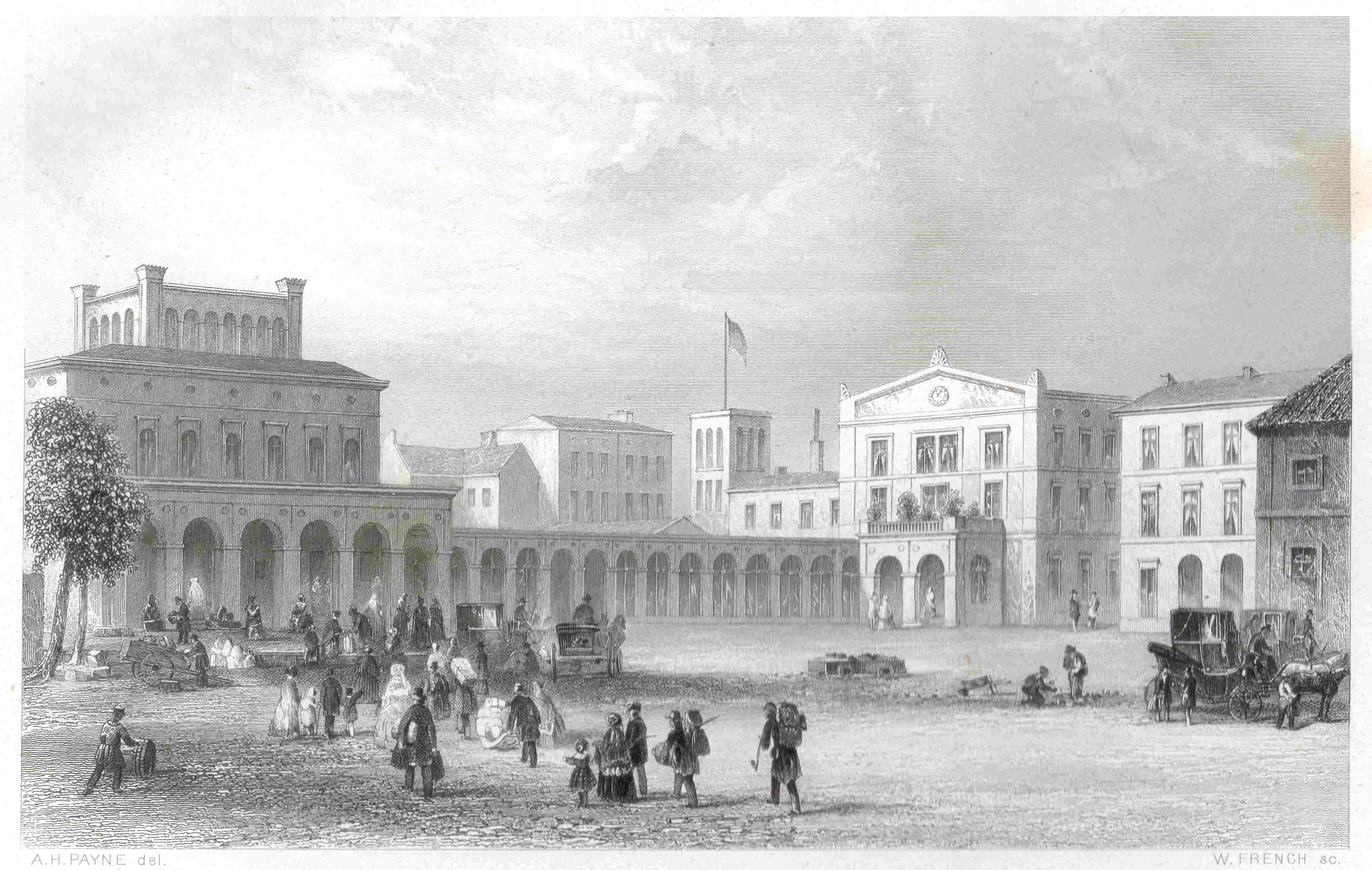
La stazione di Potsdamer nel 1850

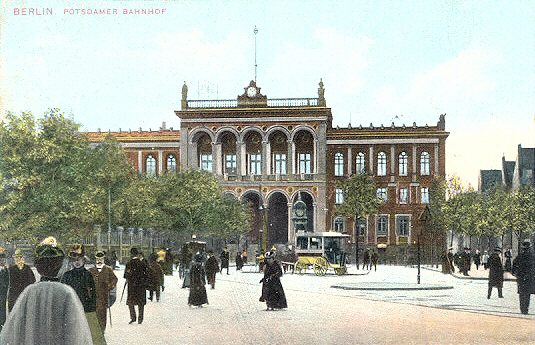
La stazione di Potsdamer nel 1900 circa. Questo fabbricato verrà demolito nel secondo dopoguerra

La prima stazione presente in loco fu la stazione di Potsdamer (Potsdamer Bahnhof), la prima di Berlino, aperta nel 1838 come capolinea della linea per Potsdam (la Preußische Stammbahn).

Nel 1872 la stazione fu ampliata con la costruzione di un nuovo fabbricato viaggiatori, ad opera di Julius Ludwig Quassowski. Una grande tettoia metallica, di 173 metri di lunghezza e 36 di larghezza, copriva i 4 binari della stazione.

Nel 1891 l'aumento del traffico rese necessario un ulteriore ampliamento della stazione, con la divisione del traffico urbano e suburbano (predecessore dell'attuale rete S-Bahn) da quello a lunga percorrenza. Quest'ultimo rimase nel fabbricato originario, mentre la linea suburbana per Wannsee fu spostata sul lato ovest (Wannseebahnhof) e quella per Teltow e Wünsdorf, assieme al servizio urbano della Ringbahn, sul lato est (Potsdamer Ring- und Vorortbahnhof).

Nel 1939, con l'inaugurazione del tratto sud del Nord-Süd-Tunnel della S-Bahn, il traffico fu rivoluzionato: la Wannseebahnhof fu destinata al traffico a lunga percorrenza (fino ad allora costretto nei soli 4 binari della stazione di Potsdamer), la Ring- und Vorortbahnhof fu destinata ai soli treni della Ringbahn, e infine chiusa nel 1944.

Dal 27 settembre 1945 il traffico a lunga percorrenza fu deviato sulla Stadtbahn, con la chiusura e la successiva demolizione della stazione di Potsdamer. L'area, abbandonata per decenni, è attualmente occupata dal Tilla-Durieux-Park.

### La fermata dellaU-Bahn
La prima fermata della U-Bahn entrò in servizio nel 1902 con il nome di Potsdamer Platz. Situata (in sotterraneo) immediatamente ad est della Ring- und Vorortbahnhof, era capolinea della prima tratta di metropolitana berlinese (attualmente divisa fra le linee U1 e U2).

Nel 1907 la linea fu estesa verso il centro cittadino. La fermata Potsdamer Platz fu chiusa e sostituita dall'attuale fermata, che fino al 1923 portò il nome Leipziger Platz.
Nel 1961 la costruzione del muro di Berlino interruppe la U-Bahn fra Gleisgreieck e Thälmannplatz (oggi Mohrenstraße). Potsdamer Platz fu abbandonata e gli ingressi murati.
La fermata fu riaperta nel 1990.

### La stazione dellaS-Bahn
La stazione della S-Bahn fu costruita dal 1937 al 1939 su progetto architettonico di Richard Brademann.
Con la costruzione del Muro di Berlino, il 13 agosto 1961, la stazione venne a trovarsi direttamente sotto la striscia della morte; la linea della S-Bahn continuò tuttavia il suo servizio, collegando le zone settentrionali di Berlino Ovest con quelle meridionali, senza fermate nel settore orientale: Potsdamer Platz divenne una "stazione fantasma" (Geisterbahnhof); con la maggior parte degli ingressi murati e con il solo accesso alle truppe di confine.
La stazione fu riaperta nel 1992.

### La stazione ferroviaria di Berlino Potsdamer Platz
L'attuale stazione ferroviaria fu aperta il 28 maggio 2006, nell'ambito del ridisegno del sistema ferroviario berlinese.
Il nuovo schema, detto "a fungo" (Pilzkonzept), è basato su un collegamento sotterraneo nord-sud (Tiergartentunnel), che incrocia la Stadtbahn alla nuova stazione Centrale.

## Strutture e impianti

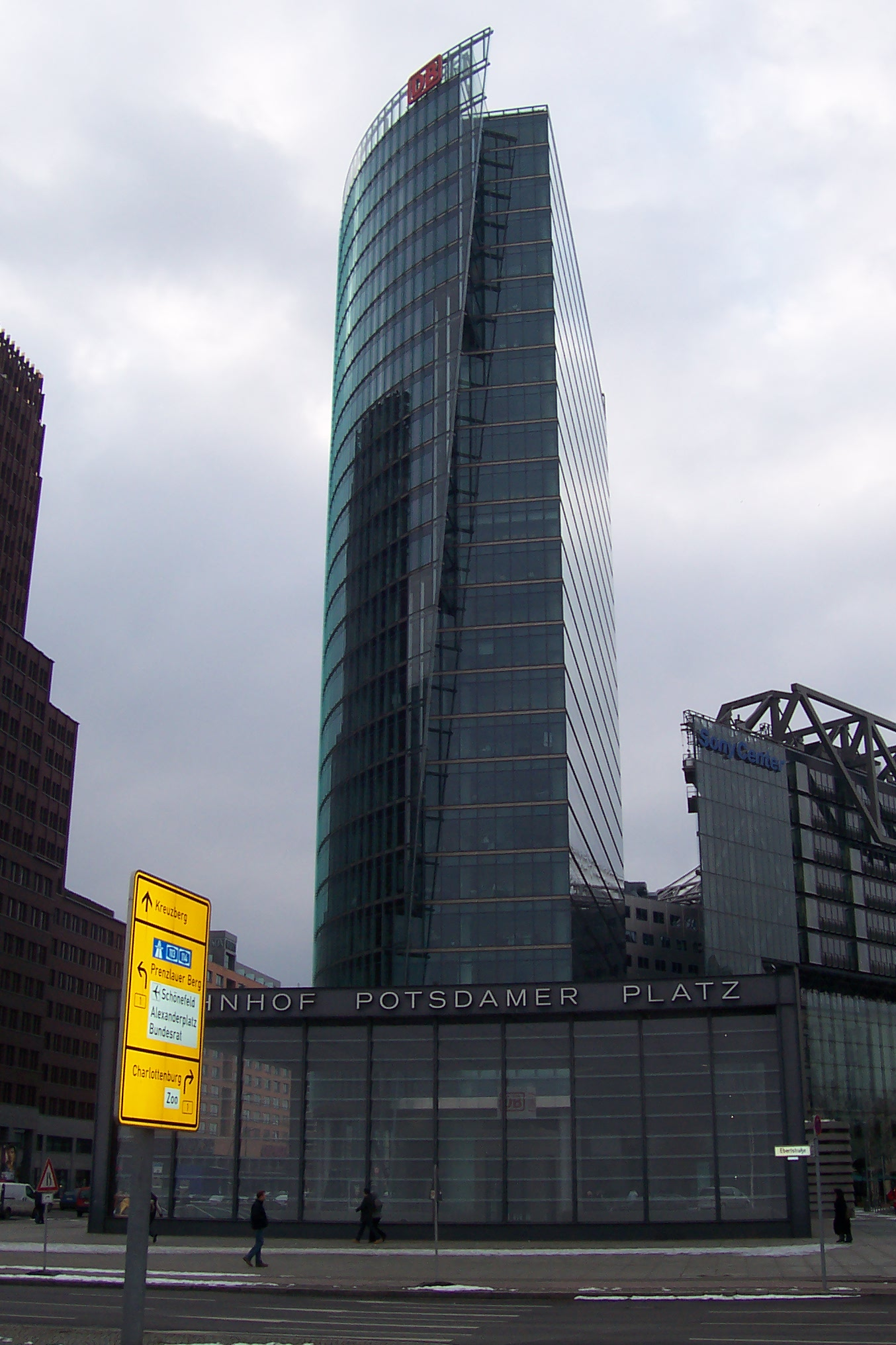
Il palazzo delle Deutsche Bahn

La stazione propriamente detta, a servizio delle ferrovie nazionali (Deutsche Bahn), conta 4 binari (serviti da 2 banchine ad isola) ed è sotterranea.
L'attigua stazione della S-Bahn, anch'essa sotterranea, ne conta altrettanti 4.
Vi è, infine, la fermata della U-Bahn, con soli 2 binari.
I tre livelli dello scalo sono collegati fra loro con un sistema di scale (normali e mobili), con un accesso diretto al piano interrato del centro commerciale "Arkaden" ed al complesso "Sony Center".

## Movimento
Il traffico ferroviario nazionale della stazione è quasi completamente formato da corse regionali per il Brandeburgo e i Land vicini. L'unico treno di categoria superiore è un rapido della società InterConnex, Berlino-Lipsia.
L'importanza dello scalo, privo di treni a lunga percorrenza, è quindi da attribuirsi alla mole di traffico passeggeri, dovuta alla posizione centralissima, in una delle principali piazze della città.

## Interscambi
La stazione è servita dalle linee S1, S2 e S25 della S-Bahn, dalla linea U2 della U-Bahn e da alcune linee di autobus.
Potsdamer Platz oggi non è servita dalla rete tranviaria. I lavori per la realizzazione di una linea lungo la Leipziger Straße, infatti, sono stati iniziati negli anni novanta (anche con il montaggio di spezzoni di binario), ma per ora non portati a termine.

## Galleria d'immagini

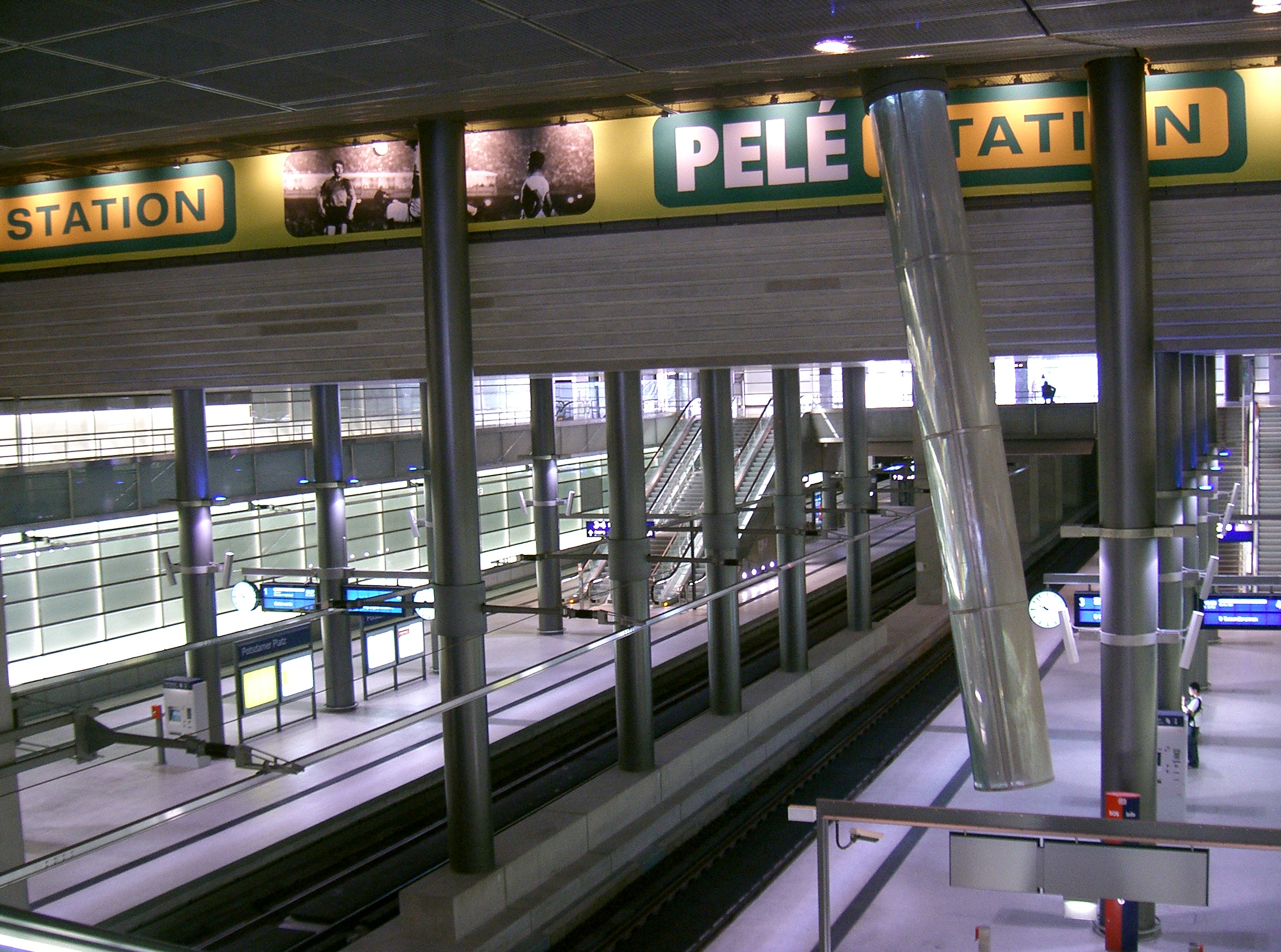
Interno della stazione
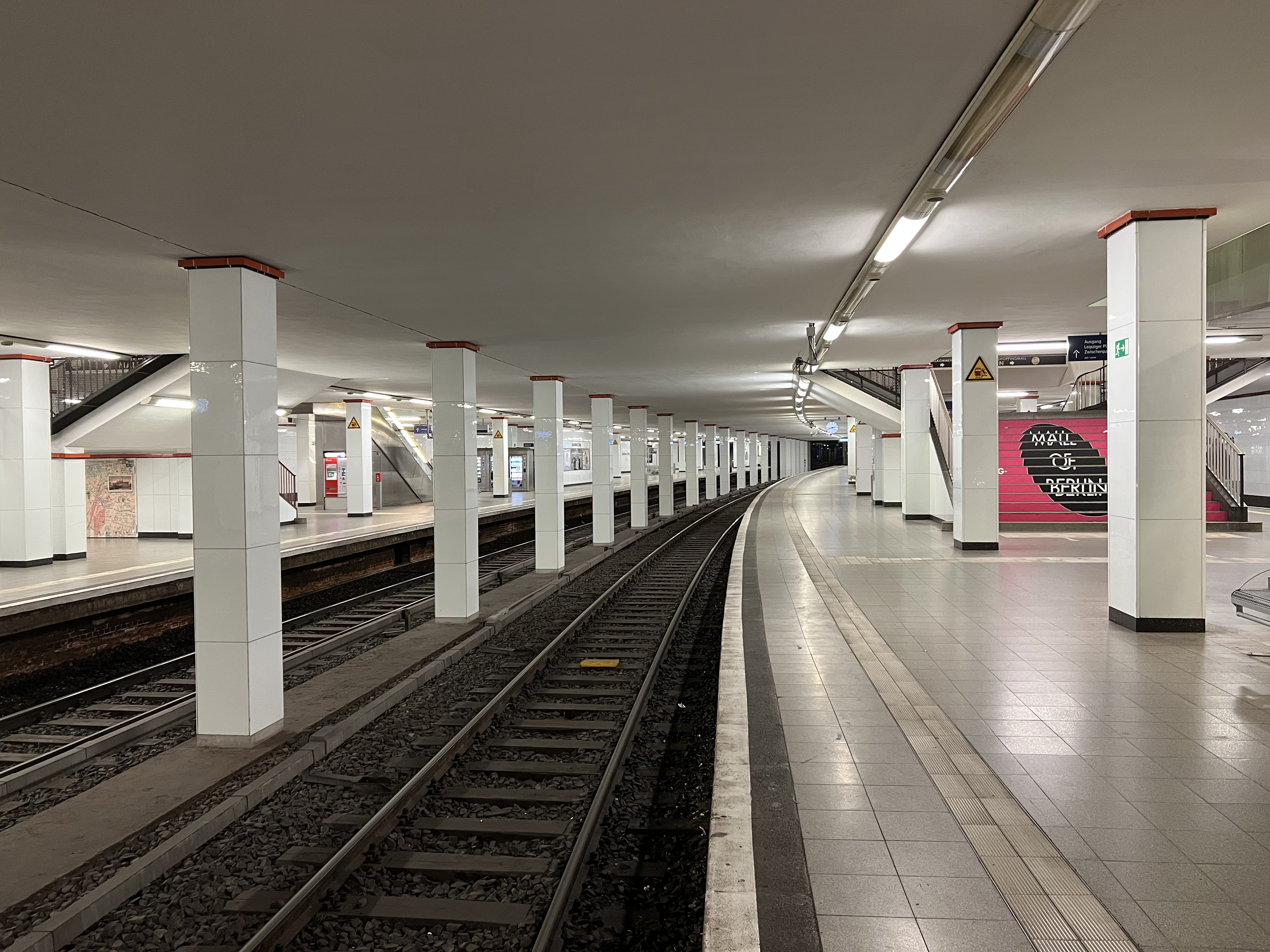
Stazione della S-Bahn
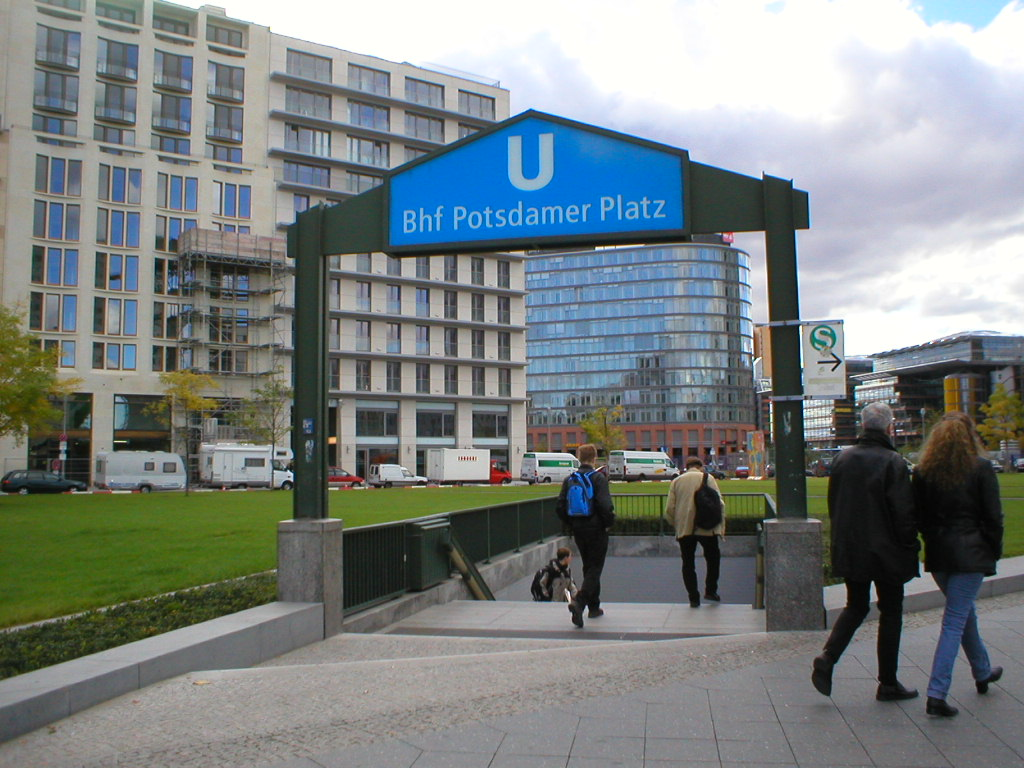
Ingresso alla U-Bahn
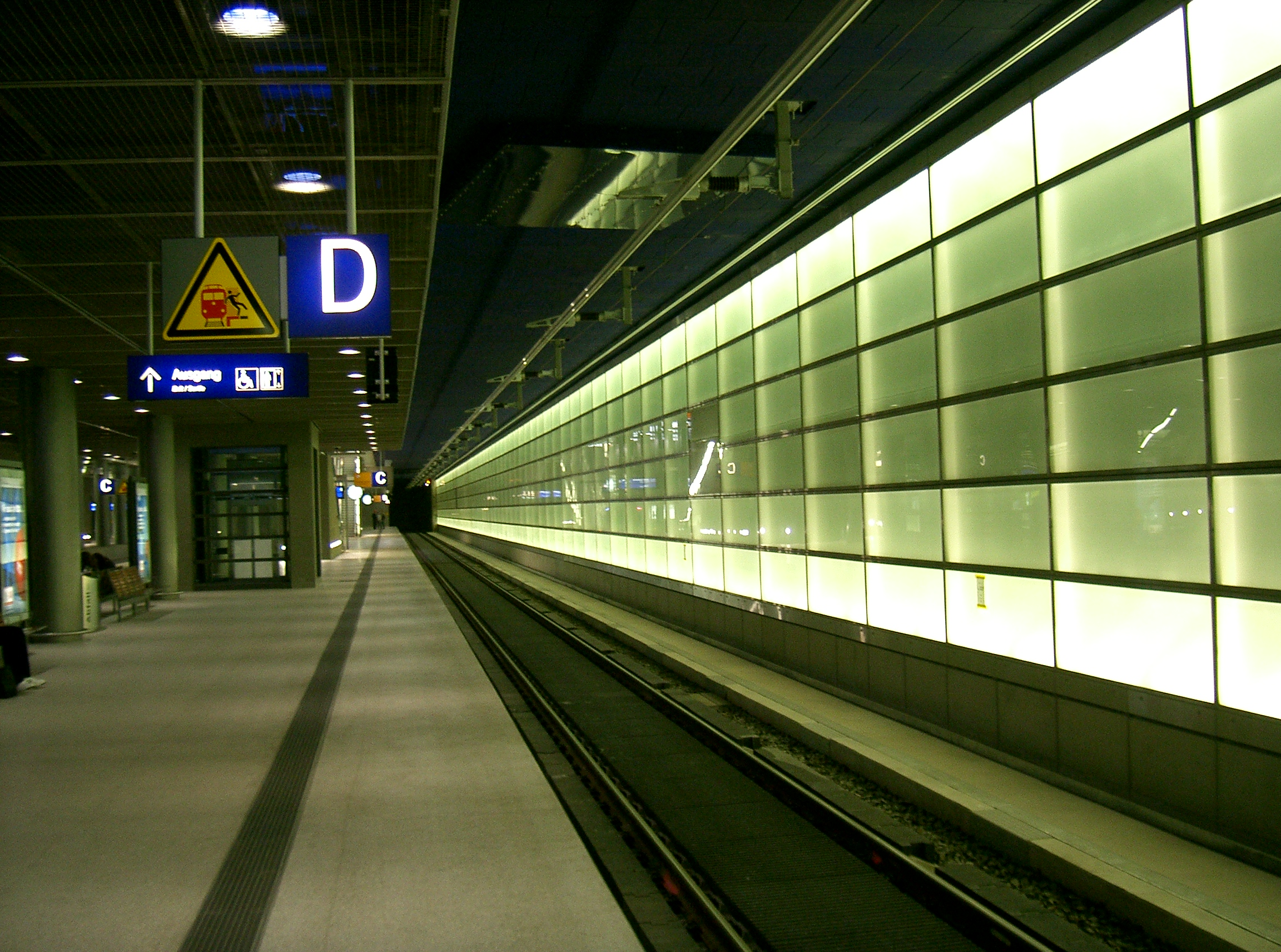
Binario 4 della stazione
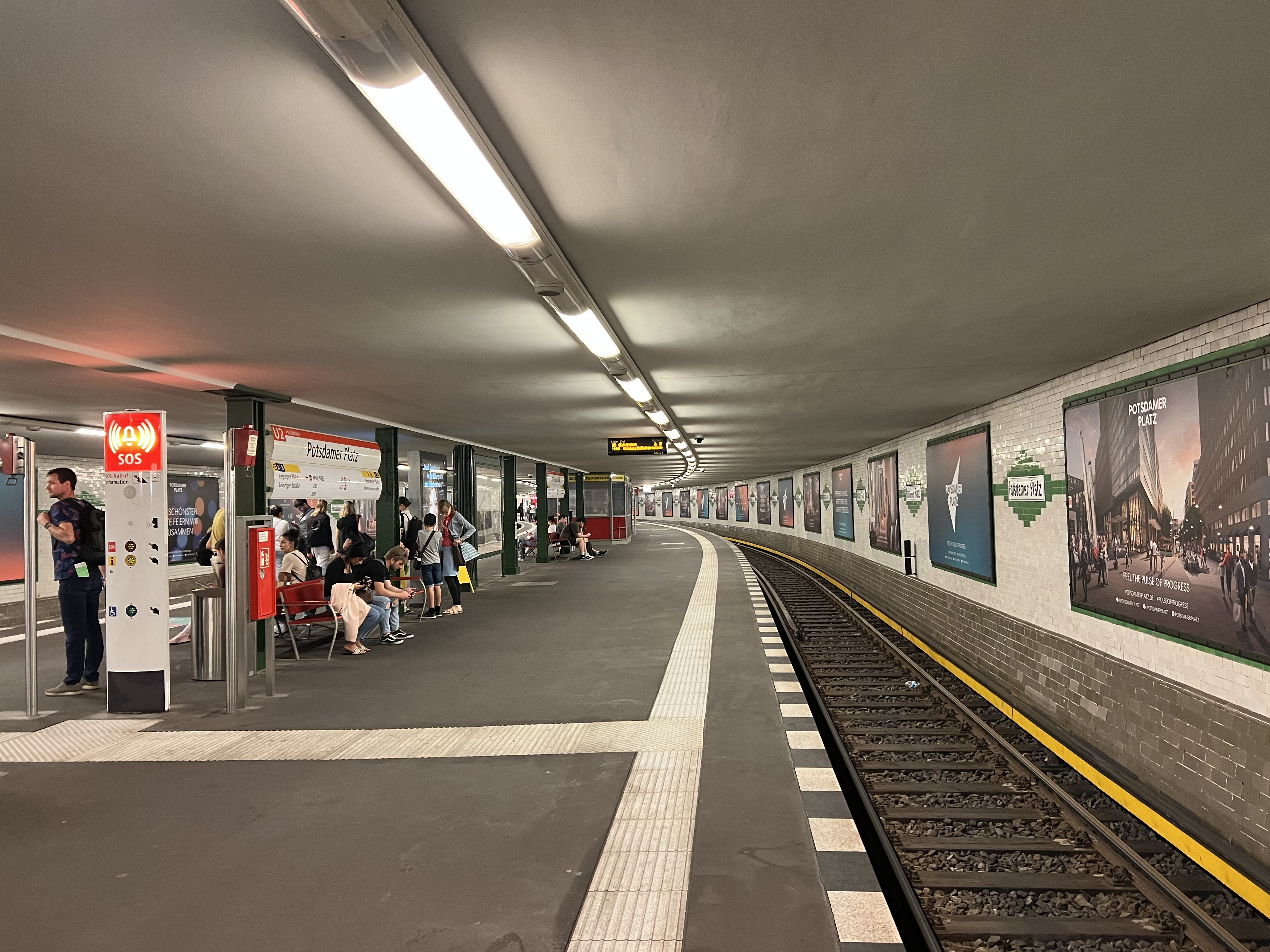
Stazione della metropolitana